# یواس‌اس هرکیمر (ای‌کی-۱۸۸)
یواس‌اس هرکیمر (ای‌کی-۱۸۸) (به انگلیسی: USS Herkimer (AK-188)) یک کشتی بود که طول آن 388' 8" بود. این کشتی در سال ۱۹۴۴ ساخته شد.